# Byrle Klinck
Byrle Klinck (né le 20 juin 1934 dans la municipalité régionale de Waterloo et mort le 15 avril 2016) est un joueur canadien de hockey sur glace. Lors des Jeux olympiques d'hiver de 1956, il remporte la médaille de bronze.

## Palmarès
- Médaille de bronze aux Jeux olympiques de Cortina d'Ampezzo en 1956